# 松平乗孝
松平 乗孝（まつだいら のりたか）は、江戸時代中期の三河国西尾藩の世嗣。官位は従五位下・主水正。

## 略歴
初代藩主・松平乗祐の次男として誕生。
長兄が夭逝したため西尾藩嫡子として育てられ、宝暦8年（1758年）徳川家重に御目見、叙任した。しかし、家督を継ぐことなく明和3年（1766年）に22歳で死去した。
代わって、弟・乗完が嫡子となった。